# Fetish (Selena Gomez)
Fetish è un singolo della cantante statunitense Selena Gomez, pubblicato il 13 luglio 2017.
Il brano vede la partecipazione del rapper statunitense Gucci Mane.

## Antefatti e pubblicazione
Alla fine del video musicale del precedente singolo Bad Liar, viene mostrata un'anteprima del brano. Prima di ciò, circolavano voci riguardo ad una probabile collaborazione con il rapper, in seguito confermate da quest'ultimo durante un'intervista alla radio. La Gomez ha confermato tramite delle foto pubblicate sulla rete sociale la pubblicazione del brano, fissata al 13 luglio. Il singolo è stato mandato alle stazioni radiofoniche statunitensi il 25 luglio seguente.
Nello stesso giorno della pubblicazione di Fetish, una traccia elettropop di Gomez intitolata Stained è stata divulgata online. La copertina non ufficiale del singolo, tratta dal video di Fetish, è stata scattata dalla fotografa Petra Collins e mostra Selena mentre trasporta dei sacchetti di carta davanti ad una macchina guasta. Stained è stato pubblicato come brano ufficiale solo nel marzo 2025, come parte dell'album I Said I Love You First.

## Descrizione
Fetish è suonato in chiave di Re maggiore a tempo di 123 battiti al minuto. È caratterizzato da un beat che unisce R&B e musica elettronica, come notato dal collaboratore di Forbes Hugh McIntyre. Lars Brandle di Billboard ha percepito la presenza di auto-tune nella sua produzione. Dal punto di vista lirico, la canzone esplora i temi del desiderio sessuale e parla di una relazione non sana, in cui l'amore stesso diventa una dipendenza. Il brano è stato composto dalla stessa Selena Gomez, in collaborazione con Chloe Angelides, Brett McLaughlin, Gino Barletta, Jonas Jeberg, Joe Khajadourian, Alex Schwartz e Gucci Mane, e presenta la partecipazione vocale di quest'ultimo.

## Accoglienza
Mike Wass di Idolator ha descritto Fetish come l'offerta "più scandalosa" e "più coraggiosa" di Selena, affermando la sua trasformazione in "principessa più sperimentale del pop quasi completa". Raisa Bruner di Time l'ha definita una "canzone pop seducente e lenta" che consente alla cantante di giocare con le strutture e i ritmi distintivi della sua voce. Peter A. Berry di XXL ha definito la base musicale ''ricca di atmosfera, essenziale, perfetta per la camera da letto'', mentre il verso di Gucci Mane ''aggiunge uno strato extra di piacevolezza.'' Secondo Hugh McIntyre di Forbes, Fetish utilizza perfettamente l'estensione vocale alquanto limitata di Gomez, non chiedendo mai nulla di più di un sussurro sexy della cantante.

## Video musicale
Un audio video è stato pubblicato sul canale YouTube della cantante in concomitanza con la diffusione del brano, in cui vengono riprese le labbra di Gomez mentre canta la canzone. Ha accumulato 10 milioni di visualizzazioni in un giorno dalla pubblicazione e ad oggi conta più di 100 milioni di visualizzazioni. Il videoclip, diretto da Petra Collins, è stato pubblicato il 26 luglio 2017. In un'intervista con Dazed, Gomez ha definito il loro amore per i film horror come ispirazione per il video musicale e, riferendosi alla regista, ha affermato: ''Sei venuta in pieno giorno e mi hai trovata nel mio salotto seduta su un grosso orsacchiotto mentre guardavo Chucky per puro caso e poi sei stata con me." Petra ha citato anche i video ASMR, usati come ispirazione per aiutare a "contestualizzare" la visione di Selena, che le persone sembrano interpretare male. Inoltre, ha aggiunto: ''Adoro il video perché mostra l'amore molto sporco, volgare e strano che puoi avere nei confronti di qualcuno. Sono ossessionata da questi strani video ASMR. Penso a come i nostri corpi reagiscono ai suoni e ai movimenti." Anziché registrare scene in cui una coppia lotta e si ferisce, Selena ha scelto di mostrare la natura tossica di un rapporto raccontando i comportamenti ossessivi e autodistruttivi. Il videoclip, dall'aspetto cupo e misterioso, si svolge in un quartiere residenziale in cui Selena sfoga la sua rabbia sulla sua stessa lingua, torcendola con un piegaciglia, legandola con dello spago, mettendosi in bocca un vetro rotto e del sapone. Ad oggi, il video conta più di 180 milioni di visualizzazioni.

## Tracce
Download digitale
1. Fetish (feat. Gucci Mane) – 3:06

Galantis Remix
1. Fetish (feat. Gucci Mane) (Galantis Remix) – 3:27

## Classifiche

### Classifiche settimanali
| Classifica (2017)      | Posizione massima |
| ---------------------- | ----------------- |
| Australia              | 23                |
| Austria                | 31                |
| Belgio (Fiandre)       | 2                 |
| Belgio (Vallonia)      | 5                 |
| Canada                 | 10                |
| Danimarca              | 22                |
| Finlandia              | 5                 |
| Francia                | 31                |
| Germania               | 36                |
| Irlanda                | 29                |
| Italia                 | 53                |
| Lettonia               | 22                |
| Libano                 | 12                |
| Lituania               | 1                 |
| Malaysia               | 5                 |
| Norvegia               | 29                |
| Nuova Zelanda          | 16                |
| Paesi Bassi            | 49                |
| Portogallo             | 12                |
| Regno Unito            | 33                |
| Rep. Ceca              | 10                |
| Scozia                 | 36                |
| Spagna                 | 12                |
| Stati Uniti            | 27                |
| Stati Uniti (pop)      | 19                |
| Stati Uniti (rhythmic) | 39                |
| Svezia                 | 24                |
| Svizzera               | 28                |
| Ungheria               | 19                |

### Classifiche di fine anno
| Classifica (2017) | Posizione |
| ----------------- | --------- |
| Brasile           | 177       |

## Formazione
- Selena Gomez – voce, scrittura
- Gucci Mane – voce, scrittura
- Chloe Angelides – scrittura
- Brett McLaughlin – scrittura
- Gino Barletta – scrittura
- Jonas Jeberg – scrittura
- Joe Khajadourian – scrittura, produzione
- Alex Schwartz – scrittura, produzione

## Date di pubblicazione
| Paese       | Data           | Formato                     | Etichetta  | Nota   |
| ----------- | -------------- | --------------------------- | ---------- | ------ |
| Mondo       | 13 luglio 2017 | Download digitale           | Interscope | [ 68 ] |
| Stati Uniti | 25 luglio 2017 | Contemporary hit radio      | Interscope | [ 69 ] |
| Stati Uniti | 8 agosto 2017  | Rhythmic contemporary radio | Interscope | [ 70 ] |